# Таржанов, Медет
Меде́т Таржа́нов (1910, аул Бактыарал, Уральский уезд, Уральская область, Степное генерал-губернаторство, Российская империя — неизвестно, Джамбулская область, Казахская ССР) — главный зоотехник отдела сельского хозяйства Таласского района Джамбулской области, Казахская ССР. Герой Социалистического Труда (1948).

## Биография
Родился в 1910 году в крестьянской семье в ауле Бактыарал (в советское время — КИМ) Уральского уезда. После окончания в 1931 году Пермского сельскохозяйственного техникума по специальности «зоотехника» трудился овцеводом-зоотехником в совхозе «Илийский» Алма-Атинской области, совхозе «Иссыккульский» Киргизской ССР, участковым и главным зоотехником совхозов «Таласский» и «Майтюбинский» Джамбулской области. В октябре 1941 года призван в Красную Армию по мобилизации. Участвовал в Великой Отечественной войне в звании старшина. Заведовал делопроизводством штаба 374-го истребительно-противотанкового артиллерийского полка.
Представлен и награждён медалью «За боевые заслуги» в апреле 1943 года:

«Для боевых операций полка под г. Чугуевым, происходивших 17 — 19.03.1943, установил план обработки надлежащих документов, при котором была достигнута наиболее быстрая их оперативность и наилучшая связь между командованием и подразделениями. Чёткое оформление боевых документов, быстрота и своевременная их доставка вышестоящему командованию и действующим подразделениям. Способствовал быстрому открытию огня и тем обеспечил быстрое продвижение бойцов, поддерживаемой 1-й гвардейской мотомех. бригады».

После демобилизации возвратился на родину, где с 1946 года трудился главным зоотехником Таласского районного отдела сельского хозяйства.
В 1947 году обеспечил перевыполнение в целом по Таласскому району плановых заданий по надою молока на 20 %, настригу шерсти на 25 % и нагулу скота на 30 %. Указом Президиума Верховного Совета СССР от 23 июля 1948 года удостоен звания Героя Социалистического Труда за «получение высокой продуктивности животноводства в 1947 году» с вручением ордена Ленина и золотой медали «Серп и Молот» (№ 2495).
С 1958 года — главный зоотехник, с 1963 года — заместитель директора совхоза «Биликольский» Джувалинского района.
Избирался депутатом местного сельского Совета депутатов трудящихся.
После выхода на пенсию проживал в Джамбулской области (предположительно в ауле Карабастау Жуалынского района, где одна из улиц названа именем Таржанова). Дата смерти не установлена.
Награды
- Герой Социалистического Труда
- Орден Ленина
- Медаль «За боевые заслуги» (30.04.1943)